# PlayStation 4
PlayStation 4 (яп. プレイステーション4 Пурэйсутэ:сён Фо:,  официальное сокр. PS4) — игровая приставка восьмого поколения, выпускаемая японской компанией Sony. PlayStation 4 входит в семейство игровых приставок PlayStation и была выпущена на смену PlayStation 3 — предыдущей домашней игровой консоли той же компании. Официальный анонс PlayStation 4 состоялся на конференции PlayStation Meeting 2013 в феврале 2013 года, продажи начались в ноябре 2013 года в США, Европе, Южной Америке, России и Австралии и в феврале 2014 года в Японии. Осенью 2016 года Sony выпустила две новые аппаратные версии приставки: PlayStation 4 Slim, обладающую уменьшенными габаритами, и PlayStation 4 Pro, оснащённую более мощными основным и графическим процессором с расчётом на возможность вывода изображения и потокового видео в разрешении 4K.
В отличие от своей предшественницы PlayStation 3, основанной на микропроцессорной архитектуре Cell, приставка использует гибридный процессор компании AMD на основе x86-64 пиковой производительностью 1,84 терафлопс. Входящий в комплект игровой контроллер DualShock 4 примечателен наличием встроенного тачпада. Консоль работает под управлением операционной системы Orbis, являющейся модифицированной версией FreeBSD 9.0. Приставка позиционируется компанией именно как игровое устройство, а не как домашний медиацентр. На январь 2020 года по всему миру было продано 106 миллионов консолей PlayStation 4 и 1,15 миллиарда копий игр для них.

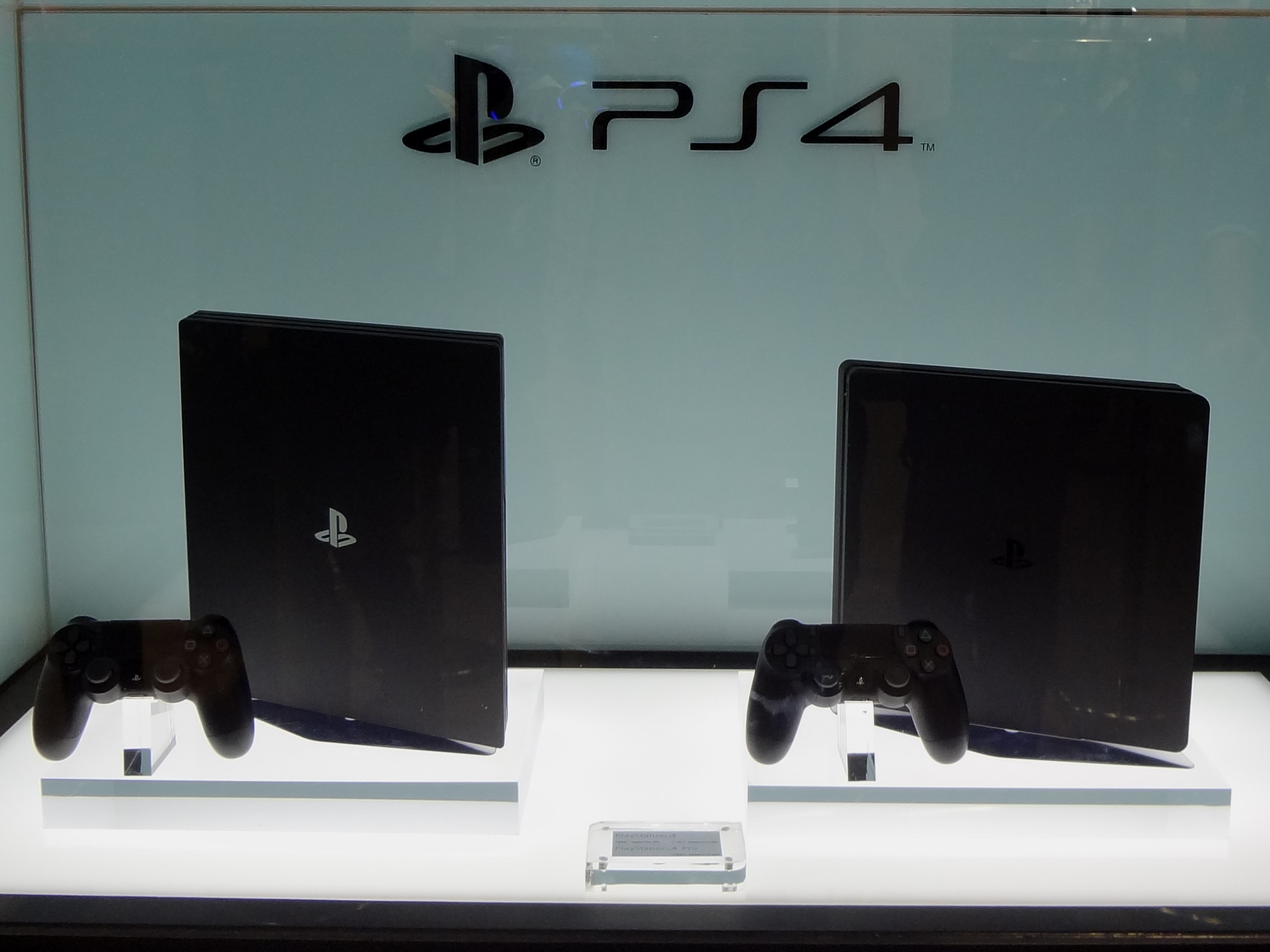
PlayStation 4 Slim и PlayStation 4 Pro

В январе 2021 года Sony прекратила выпуск всех моделей PS4 в Японии, кроме версии Slim. Согласно отчёту Bloomberg News в январе 2022 года, Sony собиралась прекратить выпуск PlayStation 4 в конце 2021 года в пользу PlayStation 5, но из-за продолжающегося дефицита полупроводников, из-за которого Sony было сложно поддерживать спрос на PlayStation 5, компания планировала продолжить производство PlayStation 4. Помимо того, что такой метод производства поможет компенсировать нехватку PlayStation 5, он поможет заключить сделки с поставщиками компонентов для PlayStation 5.

## История разработки
По словам Марка Серни, главного архитектора консоли, её разработка началась в 2008 году. Серни, даже возглавляя разработку консоли, не являлся сотрудником компании Sony, а выступал как независимый подрядчик; он получил место руководителя разработки, напрямую обратившись к высокопоставленным руководителям Sony Филу Харрисону и Масе Чатани, и получил их согласие. Серни уже в 2007 году знал, что разработчики игр испытывают проблемы в работе с PlayStation 3, и проводил опросы по специальной анкете, осторожно выясняя, что разработчики предпочли бы видеть в консоли следующего поколения. Среди этих предпочтений звучало желание иметь общую оперативную память — в отличие от PlayStation 3, у которой было два раздельных набора оперативной памяти по 256 мегабайт, один основной и один для графического процессора — а также «не больше восьми ядер». Экзотическая микропроцессорная архитектура Cell, использованная в PlayStation 3, создавала сложности для разработчиков игр — таким образом, отправной точкой для разработчиков PlayStation 4 стал принцип «не превращать аппаратное обеспечение в головоломку, которую нужно сначала разгадать, чтобы создать качественную игру». Вместо Cell Серни стал изучать широко применяемую в персональных компьютерах архитектуру процессора x86, в конечном счёте положенную в основу PlayStation 4. Он также считал, что важно обеспечить разработчиков как можно более доступным и развитым программным инструментарием для работы с консолью — эта концепция была использована при создании портативной консоли PlayStation Vita, также разработанной под руководством Серни.
При разработке новой консоли Sony сотрудничала со студией по разработке игр Bungie — по словам коммьюнити-менеджера Bungie Эрика Осборна, компании совместно работали над основными системами консоли, её социальными функциями и особенно над контроллером, желая сделать его более подходящим для игр-шутеров. В 2012 году Sony начала рассылать разработчикам для ознакомления и тестирования девкиты — специальные версии консоли, предназначенные для разработки игр; они представляли собой модифицированные PC на базе процессора AMD A10. Название новой консоли в это время всё ещё не было объявлено, и девкиты распространялись под кодовыми названиями Orbis и Thebes. До анонса высказывалось мнение, что очередная приставка в семействе PlayStation будет называться не PlayStation 4, а как-либо иначе. В Японии число 4 считается числом смерти, несчастливым числом. Технические характеристики и внешний вид девкитов стали доступны общественности в середине июля 2013 года. На выставке E3 2012 летом 2012 года руководитель американского подразделения Sony Worldwide Studios Фил Харрисон объявил, что игры для новой консоли уже находятся в разработке.
Компания учитывала опыт предыдущей консоли PlayStation 3: выпуск этой консоли первоначально был запланирован на начало 2006 года, но из-за производственных проблем в действительности произошёл в Японии и Северной Америке только в конце года; в Европе PlayStation 3 поступила в продажу только весной следующего 2007 года. К этому времени конкурирующая консоль Xbox 360 компании Microsoft, выпущенная в 2005 году, присутствовала на рынке уже почти год, и её продажи перевалили за 10 миллионов устройств. В 2011 году руководитель PlayStation Europe Джим Райан говорил в интервью EuroGamer TV, что компания Sony не желает повторения такой же ситуации с PlayStation 4. При этом компания не отрицала возможности выпустить консоль позже конкурентов: на выставке E3 2012 Джек Треттон высказался о планах компании на новую консоль: «Наша задача не быть тут первыми или предлагать самое дешёвое решение. Наша цель — быть лучшими… В идеальном мире вашей целью было бы выпустить самую мощную приставку первым и по самой низкой цене, но для нас главное — создать самую лучшую консоль». Президент Sony Кадзуо Хираи говорил: «Зачем показывать что-то первыми, ведь конкуренты таким образом узнают твои спецификации и могут сделать своё решение более мощным?».

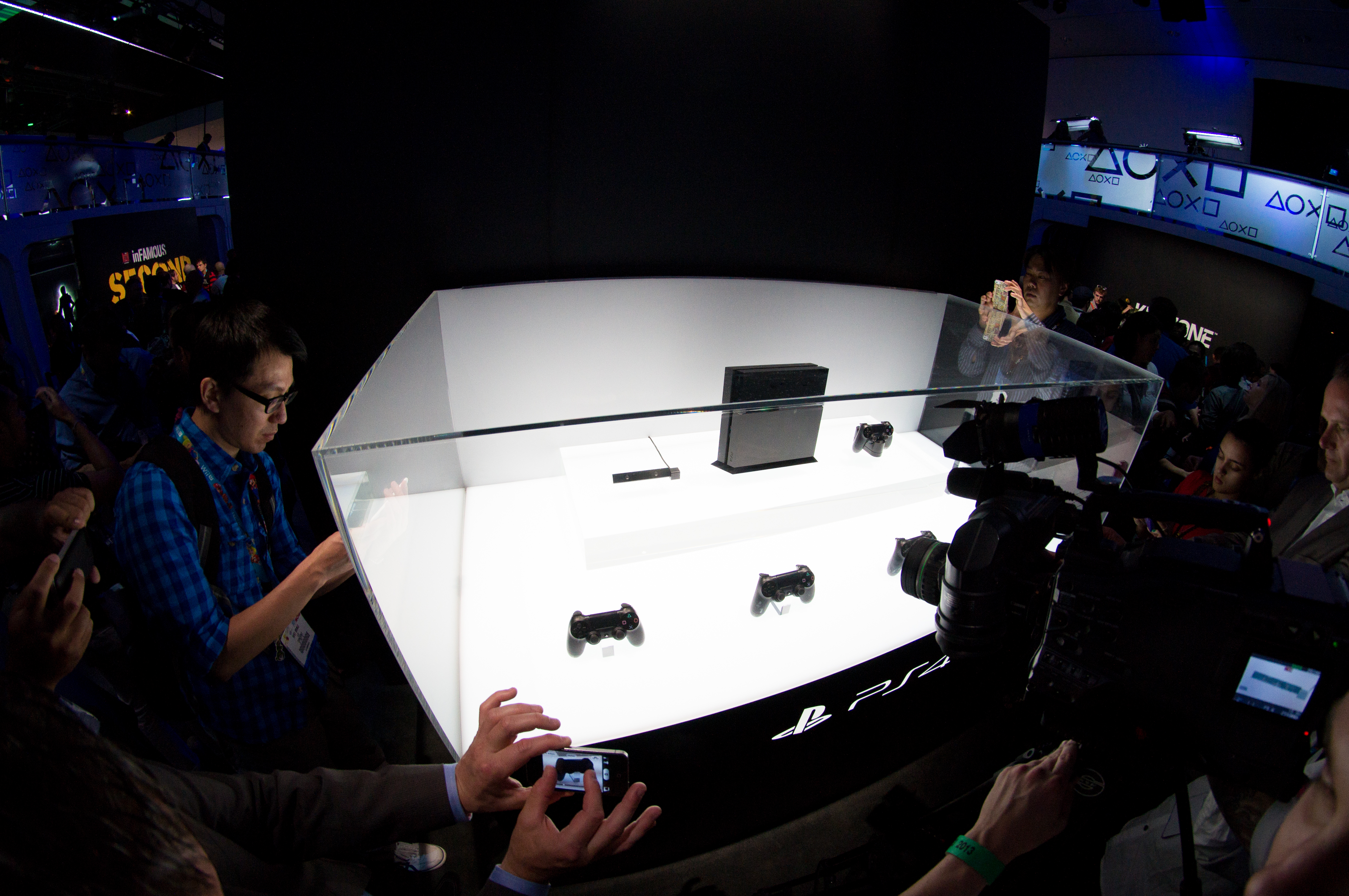
PlayStation 4 на выставке E3 2013

20 февраля 2013 года Sony провела в Нью-Йорке торжественное мероприятие PlayStation Meeting 2013, где консоль PlayStation 4 была наконец анонсирована под этим названием. Представители компания объявили технические характеристики консоли и рассказали о планируемых социальных функциях. При этом собственно консоль не была показана публике, а точных сроков выхода не называлось. Геймпад был представлен прессе на конференции Game Developers Conference в марте 2013 года, хотя фотографии геймпадов, поставлявшихся вместе с девкитами для разработчиков, появлялись в сети и ранее.
Внешний вид консоли был показан публике позже — в июне 2013 года на выставке Electronic Entertainment Expo 2013 в Лос-Анджелесе. До этого момента даже главный архитектор консоли Марк Серни не знал, как PlayStation 4 будет выглядеть внешне. Дизайн консоли был разработан группой по дизайну UX платформы Sony под руководством Тэцу Сумии (англ. Tetsu Sumii); по словам Сумии, хотя конечный дизайн сильно отличался от его первоначальных набросков, все варианты подчинялись единому принципу — создать просто выглядящее, лишённое какой-либо вычурности устройство для жилой комнаты, которое хорошо смотрелось бы и в вертикальном, и в горизонтальном положении. На этой же выставке была оглашена цена — 399 долларов в США, 349 фунтов в Великобритании и 399 евро в остальной Европе, что было меньше, чем у конкурирующей консоли Xbox One, и заметно меньше, чем у PlayStation 3 во время её выхода. Руководитель SIE Worldwide Studios Сюхэй Ёсида заявлял, что компания Sony давно стремилась к этой отметке в 399 долларов, разрабатывала устройство и подбирало для него комплектующие так, чтобы уложиться в заранее обозначенную сумму. Себестоимость консоли PlayStation 4 оценивалась в 2013 году в $381. Для сравнения, себестоимость консоли PlayStation 3 на момент начала её продаж оценивалась в $805. Компания подчеркнула, что не будет накладывать каких-либо ограничений на распространение и использование уже купленных игр для консоли, какие-либо региональные ограничения или требовать обязательного подключения к интернету.

## Технические характеристики
Архитектура PlayStation 4 близка к используемой в PC. Такое решение позволило упростить и удешевить разработку игр для этой платформы.
В PlayStation 4 используется гибридный процессор (AMD APU), разработанный компанией AMD в сотрудничестве с Sony. Он объединяет в себе центральный процессор и графический процессор, а также другие компоненты, такие как контроллер памяти и видеодекодер. Процессор состоит из двух четырёхъядерных модулей AMD Jaguar — таким образом, в нём 8 ядер x86-64, 7 из которых доступны для разработчиков игр. Графический процессор состоит из 18 вычислительных блоков, позволяющих достичь теоретической максимальной производительности 1,84 TFLOPS. Системная память GDDR5 способна работать с максимальной тактовой частотой 2,75 ГГц (5500 миллионов передач данных в секунду) и имеет максимальную пропускную способность памяти 176 Гб/с. Консоль содержит 8 ГБ оперативной памяти GDDR5 — в 16 раз больше, чем у PlayStation 3. Аппаратное обеспечение консоли также включает в себя дополнительные, отдельные от APU микросхемы, которые берут на себя задачи, связанные с загрузкой данных из сети, выгрузкой в сеть и социальными функциями консоли. Благодаря им консоль может выполнять подобные задачи прямо во время игры или тогда, когда система находится в режиме покоя, не нагружая APU. Специальный аудиомодуль консоли может поддерживать внутриигровой чат, а также большое количество аудиопотоков для использования в игре. Все модели PlayStation 4 поддерживают цветовые профили с высоким динамическим диапазоном (HDR).
Консоль оборудована оптическим приводом для чтения дисков Blu-ray. Этот привод не может записывать диски; его скорость чтения в три раза превышает скорость чтения дисков PlayStation 3. Консоль оснащена специальным аппаратным модулем, отвечающим за распаковку данных, сжатых по алгоритму zlib, на лету. Первоначальная модель PlayStation 4, выпущенная в 2013 году, поддерживала разрешение 4K только для мультимедиа, но не для игр. Консоль включает в себя жесткий диск как хранилище данных, в том числе установленных игр, при этом часть этого диска доступна пользователю, а часть зарезервирована за операционной системой; пользователь может по своему желанию заменить этот жесткий диск на другой. С марта 2017 года системное программное обеспечение консоли позволяет использовать внешние жесткие диски объёмом до 8 ТБ для дополнительного хранения.
PlayStation 4 имеет возможность подключения к сети по Wi-Fi и Ethernet; она также оборудована двумя разъемами USB 3.0 и модулем беспроводной связи Bluetooth для подключения к внешним устройствам. Ещё один вспомогательный разъем отвечает за подключение к цифровой камере PlayStation Camera. В комплект поставки консоли входит монофоническая гарнитура с одним наушником и микрофоном, которую можно подключить к контроллеру DualShock 4. За вывод аудио/видео отвечают разъемы HDMI TV и S/PDIF. В PlayStation 4 нет аналогового аудио/видеовыхода.
Специальный режим покоя переводит консоль в состояние пониженного энергопотребления, позволяя пользователю на время «усыпить» её, а потом включить и немедленно возобновить игру или приложение с того же места, на котором он остановился. В этом состоянии консоль также может загружать из сети контент — например, игры или обновления системного программного обеспечения.

### Контроллеры

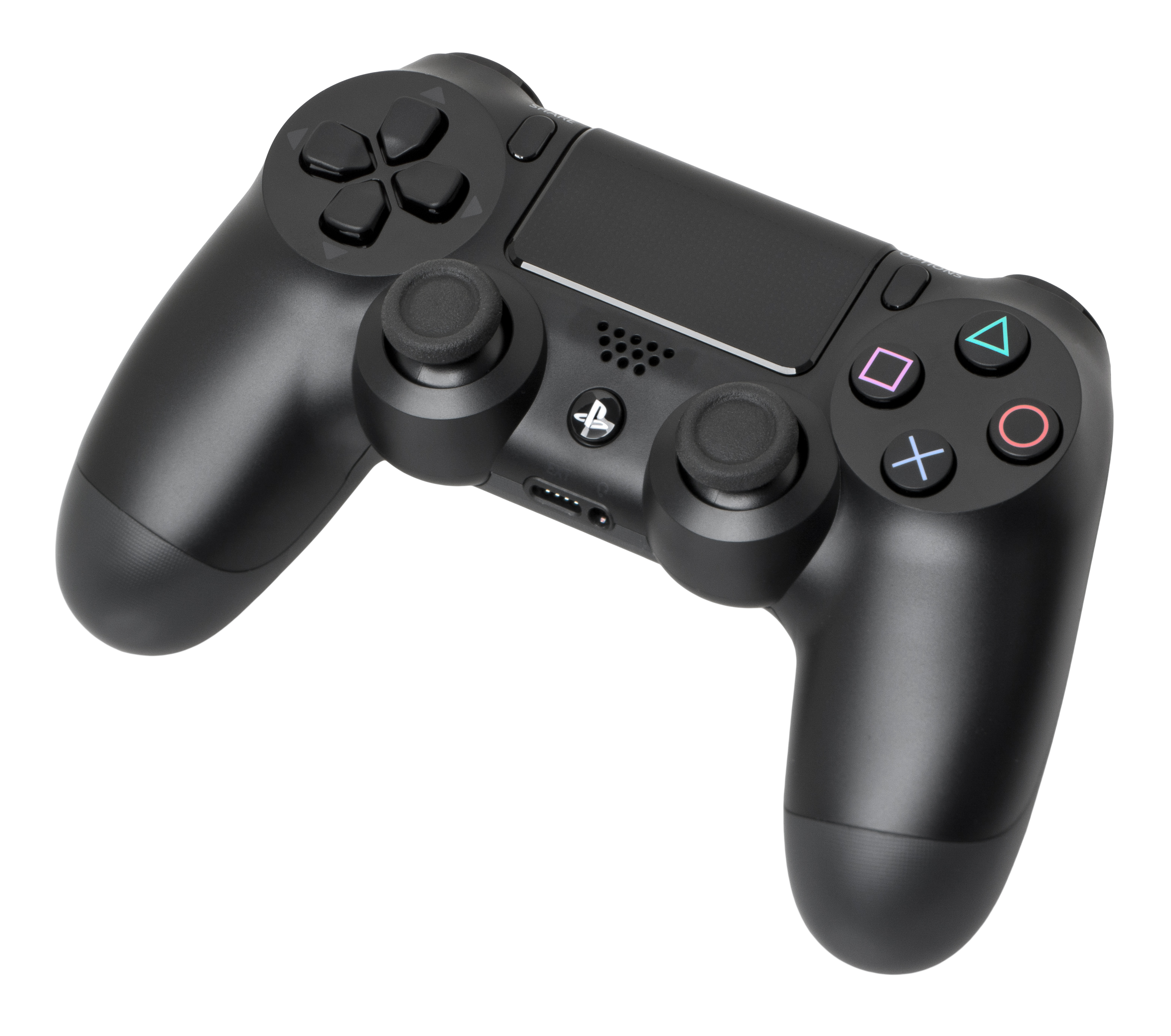
DualShock 4

Основным контроллером для PlayStation 4 является геймпад DualShock 4. Он оснащён тачпадом, гироскопом, акселерометром, вибрацией, моно-спикером (работу можно отключить) и подсветкой (без возможности отключения, но позже добавлена возможность её приглушить). Эта особенность подсветки связана с тем, что контроллер проектировался с учётом того, что рано или поздно Sony выпустит шлем виртуальной реальности PlayStation VR, который будет использовать данный индикатор для ориентации в пространстве), микро-USB порт, вход для наушников, порт расширения.
Контроллер поддерживает выполнение основных операций в ОС Windows и Mac OS X, поддерживает работу с PlayStation 3 и Xbox 360.
Разработкой контроллера руководил Тосимаса Аоки, в прошлом работавший в подразделениях Sony, занимавшихся дизайном Walkman, PlayStation Portable и PlayStation 3 — в 2010 году ему было поручено разработать совершенно новый контроллер. Аоки и его команда изготовили около 20 разных прототипов, намереваясь радикально изменить контроллер по сравнению с предшественниками. Они экспериментировали с различным расположением аналоговых стиков — с обоими стиками внизу, как у предыдущих геймпадов серии DualShock, с асимметричным расположением, как у контроллеров Xbox 360, и с обоими стиками вверху, как у контроллеров Wii U Pro Controller; у одного из прототипов вообще не было кнопок — только сенсорное управление. Различные компании по разработке игр, сотрудничавшие с Sony при создании геймпада, добивались включения в конструкцию тех или иных особенностей, полезных именно в их играх: например, специализирующаяся на разработке шутеров Guerrilla Games настояла на добавлении разъема для наушников, а производитель гоночных игр Evolution Studios — на использовании улучшенных гироскопов. Для тестирования рассчитанной на детей игры Knack — одной из первых игр, доступных в день поступления консоли PS4 в продажу — была создана увеличенная версия геймпада DualShock 4, которая позволяет тестерам (взрослым людям) почувствовать, как оригинальный DualShock 4 будет «лежать» в руках ребёнка. Sony отказалась от использования аналоговых кнопок в DualShock 4, так как их поддержка реализовывалась слишком небольшим количеством разработчиков. В новом контроллере кнопки стали цифровыми, то есть существует два значения для кнопки: «нажата» и «не нажата». Джойстики же остаются аналоговыми и поведение зависит от того, как быстро/сильно игрок отклонил тот или иной стик.
Старые контроллеры DualShock 3 и Sixaxis не поддерживаются PS4 даже при подключении через USB. Также на старте PS4 не поддерживала беспроводные гарнитуры, которые были выпущены Sony для PS3, однако этот недостаток был исправлен в последующих обновлениях ПО.

### Нововведения и дополнения
Ниже приведены основные нововведения, особенности и дополнения, присутствующие в PlayStation 4 (часть из них продемонстрирована в ходе выставки E3 2013):
- для PlayStation 4 полностью переделан ГИП (GUI), в котором было решено полностью отказаться от использования XrossMediaBar (первым знаком отказа от данной концепции было отсутствие XrossMediaBar уже в PS Vita)[83];
- социальные возможности: размещение данных о полученных трофеях в сети Facebook, Twitter[84].
- при помощи смартфона можно приобретать игры в PlayStation Store даже не находясь рядом с приставкой, закачка и установка будет проходить автоматически[85]. Приложение, устанавливаемое на смартфон, доступно в версии для iOS и Android (первые скриншоты были продемонстрированы в начале октября 2013 года, само приложение стало доступным для скачивания 13 ноября 2013 года[86][87]). Также приложение может быть использовано в качестве второго экрана в некоторых играх[88];
- развит механизм работы и управления аккаунтами пользователей: Sony пытается уйти от понятия одна консоль = один аккаунт владельца, вводится новая схема работы с учётными записями под названием «одновременный вход нескольких пользователей» (англ. multi-user simultaneous logins), которая позволяет сразу нескольким пользователям использовать одну консоль для входа под своими аккаунтами, что достигается путём установления связи между контроллером и соответствующим аккаунтом, а контроллер в свою очередь присоединяется к приставке. Данная технология позволит играть нескольким игрокам на одной консоли и получать трофеи для каждого из аккаунтов (подтверждено в ходе выставки Game Developers Conference в марте 2013 года[89]). Также с самого начала пользователям разрешат использовать свои реальные имя и фамилию в качестве идентификатора своего аккаунта[90]. Подвергся изменению и процесс использования купленной игры на разных консолях, по этому вопросу Sony отдельно публикует FAQ на своём сайте[91];
- поддержка возможности продолжения игры на PS Vita является обязательной для всех разработчиков для PS4[92], хотя для разработанных для PS4 игр поддержка уже осуществляется системой автоматически[93] (бандл PS4 с PS Vita поступает в продажу 4 июля 2014 года[94]);
- опубликованный за две недели до поступления консоли в продажу FAQ по PlayStation 4 предоставил больше деталей о возможностях консоли, например: отсутствие поддержки ультра-высоких разрешений для игр и возможность появления этой поддержки для изображений, поддержка 3D (но отсутствие поддерживающих технологию игр при запуске консоли), расширение списка друзей до 2000 (с некоторыми ограничениями данное нововведение было добавлено и на PS3[95]), опубликован полный список игр, которые будут доступны в день начала продаж приставки;
- система трофеев изменилась, теперь у каждого трофея помимо его постоянного статуса (бронза, серебро, золото или платина) появился динамически меняющийся параметр — редкость (обычные, редкие, очень редкие и ультра-редкие). Значение параметра может и будет меняться со временем и зависит от того, сколько игроков уже имеют этот трофей[96];
- поддержка голосовых команд и система распознавания лица;
- видеоредактор для создания роликов с игровым процессом (выпущен в версии прошивки 1.70, 30 апреля 2014 года)[97]

### Сетевые функции
Консоль имеет возможность осуществлять вычисления в облаке, но использование этой возможности было решено сделать необязательным, чтобы избежать появления требования обязательного подключения к сети. Разработчики игр могут сами решать использовать облако или нет) и необходимости находиться в том же регионе, на территории которого игра была приобретена<. Впервые в истории PlayStation многопользовательская игра становится платной (исключениями являются игры PlanetSide 2 и DC Universe Online), только обладатели платной подписки PSN Plus получают возможность играть по сети с другими игроками, у тех же, кто такой подпиской не обладает, остаётся возможность играть в одиночную кампанию. Существующие подписки PSN Plus будут распространяться на PS4 когда приставка поступит в продажу, то есть игрокам, которые уже обладают активной подпиской, не придётся платить дважды при смене консоли с PS3 на PS4. Стоимость PSN Plus подписки для обладателей PS4 не изменится и останется на прежнем уровне для всех территорий. Доступ к видеосервисам не требует наличия PSN Plus подписки, также PSN Plus не требуется для установки обновлений и записи/трансляции игрового процесса в Интернет. Sony отдельно выпускает видео, в котором объясняются нововведения в подписке PSN Plus. Необходимость введение платы за мультиплеер Sony объясняет тем, что сеть растёт (количество PS Plus подписчиков в частности) и развитие становится всё более расходной статьёй для компании.

### PlayStation VR
PlayStation VR представляет собой систему виртуальной реальности, работающую как надстройка над PlayStation 4. На этапе разработки система была известна как Project Morpheus; компания Sony впервые представила её публике на конференции Game Developers Conference в 2014 году. Уже под названием PlayStation VR система официально поступила в продажу в октябре 2016 года, получив совместимость со всеми ревизиями и версиями PlayStation 4.
В комплект PlayStation VR входит гарнитура (шлем виртуальной реальности) со встроенным дисплеем, рассчитанным на разрешение 1080p, и процессорный модуль, предназначенный для обработки 3D-аудио и некоторых других функций, а также кабели для подключения к приставке и, при необходимости, внешнему экрану. Гарнитура оборудована светодиодами; во время работы системы подключённая к приставке камера отслеживает положение движение этих светодиодов и, как следствие, головы игрока. PlayStation VR также может использоваться совместно с чувствительными к движению контроллерами PlayStation Move.

### Скандал вокруг DRM
Защита от повторного использования игр, купленных с рук, что пока не подтверждено, но не проигнорировано индустрией (некоторые представители Sony, высказывая личное мнение, согласились, что подобная блокировка негативно скажется на репутации консоли). Обнаружение заявки Sony и Microsoft (компания эту информацию прокомментировать отказалась) на получение патента на технологию, которую можно использовать для осуществления подобной защиты, привело к тому, что акции GameStop, одним из направлений бизнеса которой является перепродажа подержанных игр, упали на 5 % в первом случае, и на 6 % во втором. Представитель GameStop заявил, что по подсчётам 60 % игроков откажутся от покупки консоли нового поколения, если в них будет реализована блокировка уже использованных игр. Другой обнаруженный патент Sony предполагает не запрет на использование подержанных игр, а увеличение времени загрузки, то есть играть в игру можно, но ожидание загрузки игры/уровня будет намного дольше. Сама же компания заявляет, что знает об ожиданиях игроков и индустрии от рынка подержанных игр, и примет правильное решение. Отдельно сделан акцент на то, что компания никогда даже не рассматривала вариант обязательного наличия доступа в Интернет для своей новой консоли, что могло бы стать останавливающим фактором для многих игроков, которые не используют сетевые возможности приставки. На E3 2013 официально объявлено, что защиты от повторного использования игр со стороны PlayStation 4 не будет: игры можно дарить друзьям или давать им поиграть на время, перепродавать, но компания не знает планов разработчиков, которые имеют возможность подобную защиту реализовывать в своих играх. Также со стороны Sony нет ограничений на количество консолей, на которых игрок запускает свои цифровые копии игр, достаточно только зайти в PSN под своим аккаунтом. Интересно, что в начале ноября 2013 года компания обновила EULA с пользователями консолей PS3, в обновлённой версии которой говорится, что игроки не могут передавать/дарить свои игры другим лицам. Ёсида отдельной записью в своём журнале twitter объяснил, что данное обновление EULA не касается PS4 и всё, что обещала компания для игр новой приставки, остаётся в силе.

## Выпуск
Продажи PlayStation 4 в США и Канаде стартовали 15 ноября 2013 года. В странах Европы, включая и Россию, и Латинской Америки продажи консоли начались 29 ноября 2013 года. В Южной Корее и Гонконге консоль вышла 17 декабря 2013 года, в Малайзии — 20 декабря, в Индии — 6 января 2014 года. В самой Японии консоль вышла 22 февраля 2014 года. В Китае старт продаж был первоначально запланирован на январь 2014 года, однако был отложен из-за переговоров Sony с китайскими государственными органами и в итоге состоялся лишь 20 марта 2014 года.
Стоимость консоли на старте продаж составляла 399 долларов в США, 399 евро в Европе и 349 фунтов стерлингов в Великобритании. Рекомендуемая стоимость консоли для России составляла 17 990 рублей. В некоторых латиноамериканских странах, где устройства для видеоигр облагаются высокими налогами, цена была значительно выше мировой — в Аргентине PlayStation 4 была выпущена в продажи по цене 6499 аргентинских песо, или 1137 долларов США, в Бразилии — 3999 бразильских реалов, или порядка 1800 долларов США.

### Продажи
15 ноября 2013 года консоль PlayStation 4 поступила в продажу на территории США, с 25 играми в списке доступных на дату начала продаж. Компания считает эту стартовую линейку самой сильной, которая когда-либо была у приставок Sony при запуске, и обещает постоянное пополнение каталога игр для новой консоли.
В день начала продаж на территории США от пользователей начали поступать сообщения о том, что полученные ими консоли корректно включаются, но не передают видеосигнал на телевизор. Sony официально признаёт проблему, но утверждает, что она наблюдается только 0,4 % пользователей новых консолей, что соответствует ожиданиям компании (позже оценка подвергает пересмотру в сторону увеличения, компания сообщает, что проблемы с консолью наблюдаются менее чем у 1 % пользователей). На ресурсе Amazon порядка 33 % купивших консоль сообщают о невозможности её использования: приставка либо сразу же не работает, либо перестаёт работать после установки обновления. По неподтверждённым данным брак консолей является саботажем со стороны сборщиков Foxconn, которые таким образом отомстили за плохие трудовые условия, в которых им пришлось работать. Но в общем индустрия не склонна верить подобным слухам. Проблему, проявившуюся при запуске продаж консоли, пользователи уже назвали «Синий огонь смерти», так как выражается она в мигающем синем светодиоде на панели консоли. Практически сразу же Sony опубликовала рекомендации для пользователей, столкнувшихся с описанной проблемой.
Игры, поступившие в продажу вместе с PS4, и игра Knack в частности, получили смешанные оценки (хотя флагманы запуска консоли: Killzone: Shadow Fall и Resogun были оценены явно намного выше среднего), на что Ёсида сообщил, что лично сам играет во все эти игры и считает их очень интересными, нужно только потратить на них больше времени, поиграть подольше, чтобы понять, что на самом деле в них происходит. В качестве возможной причины таких оценок он назвал то, что сейчас выходит много игр и ресурсы, которые занимаются выставлением оценок, тратят меньше времени на погружение в игру и выносят вердикты слишком быстро.
Сама же консоль была встречена журналистами позитивно: особенно отметили возможность использования PS Vita в качестве второго экрана, отзывчивость меню, красоту игр и, как небольшой недостаток, из-за смещения фокуса в PS4 именно на игры, — отсутствие множества игр, которые можно использовать на консоли, и отключение некоторых функций, которые пользователями использовались, например, для прослушивания музыки и просмотра видео.
За первые 24 часа продаж на территории США компанией Sony было продано больше 1 млн консолей. Европейский запуск в консоли на территории Великобритании за первые 48 часов было продано около 250 000 консолей на общую сумму £87 млн. Начало продаж в Европе по оценке Sony также прошло успешно — консоль пользуется огромным спросом среди покупателей.
22 ноября 2013 года GameStop сообщила, что успешно распродала всю свою квоту консолей PS4 и имеет ещё 2,4 млн покупателей, ожидающих поступления новых партий приставок в продажу.
Sony работает над производством новых консолей и по своим оценкам, например, в Австралии сможет удовлетворить спрос только к февралю 2014 года.
За первые две недели на всех территориях, на которых консоль официально поступила в продажу, Sony реализовала больше 2,1 млн приставок. Эта цифра отображает именно консоли, которые были приобретены конечными покупателями, а не поставлены производителем в магазины.
Аналитики ожидали показатели продаж для новых консолей примерно на одном уровне как по состоянию на конец 2013 года, так и на конец первого квартала 2014 года. Хотя именно показатели продаж PS4 аналитики считают самым успешным запуском в истории игровых консолей.
В середине февраля 2014 года представитель компании Sony заявляет, что спрос на новые консоли всё ещё не удовлетворён полностью, и производство работает на тех, кто уже предзаказал консоль. В это же время становится известно, что на территории США в январе 2014 года консолей от Sony было продано в два раза больше чем консолей ближайшего конкурента. В феврале на территории США PS4 продолжает лидировать по количеству проданных приставок по сравнению с Xbox One, но в этот месяц разрыв сокращается (287 000 проданных PS4 против 258 000 Xbox One). Стоит заметить, Sony призналась, что не ожидала такого большого спроса на PlayStation Camera, ко второй половине марта было продано больше 900 000 камер.
Эксклюзивные для консоли игры также помогают повышать продажи. Так, например, выход игры Infamous: Second Son, позволил повысить уровень продаж консолей PS4 на 106 % (для приставки Xbox One такой игрой стала Titanfall).
Обновление прогноза о доступности консоли для покупателей было сделано в конце марта 2014, когда представитель компании заявил, что в компания сможет полностью удовлетворить спрос на PS4 только к лету 2014 года.
К середине апреля 2014 года Sony реализовала более 7 млн консолей PlayStation 4. И больше половины обладателей новой консоли являются подписчиками PS Plus.
На начало июля 2014 года было продано более 100 млн приставок PS4, PS3 и PS Vita.
В середине июля 2014 года было объявлено, что на территории США PS4 на протяжении 6 месяцев подряд опережает по продажам XBox One (даже после официального снижения цены на последнюю на 100 долларов).
В конце июля 2014 года PS4 опережала X1 по продажам в отношении 3:1, что положительно сказывалось на финансовых показателях игрового подразделения Sony — рост продаж на 96 %.
В первой половине августа 2014 года Sony объявила, что на текущий момент продано 10 млн консолей и этот показатель намного лучше того, что ожидали в компании. А Ёсида даже признался, что в самой компании до сих пор до конца не понимают откуда взялся такой высокий спрос. Исследование же Nielsen показывают, что большая часть покупателей консоли PS4 (порядка 33 % от общего количества пользователей PS4) никогда раньше не имели приставок от Sony, то есть раньше владели либо Xbox, либо Nintendo. Таким образом на протяжении 9 месяцев подряд показатели продаж консолей нового поколения Sony лучше показателей Microsoft.
Успех Sony аналитики связывали с тем, что больше внимания компания уделила цифровым релизам и поддержкой независимых студий, эксклюзивам платформы, упрощением архитектуры своей новой консоли, умеренной стоимостью приставки, хорошей подготовкой к запуску (на конец августа PS4 доступна для покупки на всех крупных рынках, а X1 до сих пор нет в Японии и в большей части Европы). Другим показателем, который сыграл для Sony положительную роль, стала странная политика Microsoft, которая для своей консоли сосредоточилась на развитии продаж на территории Северной Америки, уделяя намного меньше внимания другим территориям. И даже на родном для себя рынке Microsoft проигрывает Sony потому, что установленная изначально высокая цена на X1 и планы сильно ограничить рынок подержанных игр отпугнул покупателей, заставив перейти игроков на PS4 и подтягивать на новую платформу своих друзей, так как мультиплеер со знакомыми на одной платформе зачастую определяет выбор среднего геймера, и Sony удалось показать, что в этот раз компанию волнует именно геймер.
В октябре 2014 года Sony снова опередила Microsoft по количеству проданных консолей нового поколения, и только в ноябре за счёт существенного снижения стоимости консоли для конечного пользователя Microsoft удалось опередить Sony по продажам приставок. Подводя же итог 2014 года компания NPD опубликовала отчёт о продажах: на территории США самой продаваемой консолью года стала PS4, суммарные продажи консолей нового поколения опередили по показателям продажи консолей прошлого поколения за тот же промежуток времени при их запуске.
4 января 2015 года в ходе выставки CES 2015 представитель Sony объявил, что по всему миру продано 18,5 млн консолей PlayStation 4.
В начале ноября 2015 года представителем компании Sony Майклом Денни было объявлено, что продажи консоли превысили отметку в 25 миллионов проданных игровых приставок.
В мае 2014 года Каз Хирай сообщил, что ожидает от PS4 лучших показателей продаж за жизненный цикл чем были для PS2 (продано 155 млн консолей за 13 лет жизни приставки). К 2020 году аналитики ожидают, что общее количество проданных консолей PS4 и XB1 достигнет числа в 100 млн.
На 31 марта 2020 года общие отгрузки консоли PlayStation 4 достигли 110,4 млн экземпляров.

### Коллекционные издания приставок
Для Японии эксклюзивно выпущены коллекционные версии приставки PS4: в стилистике мультфильма Холодное сердце, белая PS4 в стилистике игры Destiny (позже будет доступна для покупки только консоль, без игры), в стилистике игры The Last of Us, серебряная версия для игры Dragon Quest Heroes. В начале декабря 2014 года в честь 20-летия приставки PlayStation анонсирована специальная версия консоли PlayStation 4, выполненная в цветах классической приставки. Всего будет произведено и продано 12 300 таких консолей;

## Игры
Игры для PlayStation 4 распространяются как в виде физических копий на оптических носителях Blu-ray Disc, так и средствами цифровой дистрибуции через сервис PlayStation Store. PlayStation 4 не предусматривает региональной блокировки игр, так что игру, приобретённую в одном регионе, можно запускать на консоли из другого региона, и игрок может воспользоваться своей учётной записью и цифровой библиотекой приобретённых игр через любую консоль, вне зависимости от того, в каком регионе она была куплена. Все игры для PlayStation 4 требуют установки файлов игры на встроенный жёсткий диск; при этом в ряде случаев игру можно запустить до окончания процесса установки — как правило, игрок таким образом получает доступ к первым уровням игры. Начиная с версии прошивки 1.70, вышедшей в апрель 2014 года, появилась возможность «предзагрузки» купленных в PlayStation Store цифровых версий игры до дня выхода игры, сразу же, как только разработчики сделают файлы игры доступными для такого скачивания — при этом игрок может запустить игру только начиная с официальной даты продаж. Первой игрой, допускающей предзагрузку по такой системе, стал многопользовательский шутер Destiny.
PlayStation 4 не имеет обратной совместимости с консолями PlayStation предыдущих поколений — иначе говоря, игры для PlayStation 3 и предшествующих консолей нельзя запустить на PlayStation 4. Некоторые игры с PlayStation 2 доступны для консоли в цифровом виде через PlayStation Store, и некоторые игры с PlayStation 3 — через сервис PlayStation Now, однако речь не идёт об обратной совместимости — игрокам, уже владеющим этими играми для предыдущих консолей, лишь предлагается купить цифровую копию заново. В 2015 году руководитель SCE Worldwide Studios Сюхэй Ёсида говорил: «Обратная совместимость — это сложно… если бы это было просто, мы бы это сделали». Sony планировала также переиздавать игры, которые раньше были эксклюзивами PS3 для своей новой консоли, так как больше половины пользователей PS4 никогда раньше не имели PS3, пропустили прошлое поколение консолей либо были владельцами консолей от Microsoft и/или Nintendo) и не имели возможности поиграть в такие игры, как, например, игры серии Uncharted.
Ряд игр на консоли доступен по модели free-to-play; в 2014 году компания Sony сообщала, что совокупная выручка от этих игр увеличивается на 50 % каждый год. Ещё одной новой и ранее нехарактерной для игровых консолей моделью распространения игр стал ранний доступ. В 2014 году вице-президент Sony Computer Entertainment America Адам Бойес говорил в интервью, что внутри компании идут «огромные» обсуждения этого подхода. Первой игрой, распространяемой по этой модели, стала выпущенная в 2015 году игра Dungeon Defenders II. Sony также сделала ряд шагов навстречу разработчикам инди-игр — если во времена PlayStation 3 каждая выпускаемая на платформе игра должна была проходить долгий и сложный процесс сертификации, для PlayStation 4 компания постаралась сделать систему самостоятельного издания игр как можно более простой и открытой.
На конец 2018 года самыми продаваемыми играми на консоли были Call of Duty: Black Ops 3, Call of Duty: WWII, FIFA 17, FIFA 18 и Grand Theft Auto V; эти же самые игры, а также бесплатная Fortnite: Battle Royale, лидировали по количеству игроков. Игрой с наибольшими продажами за всё время — свыше 15 миллионов проданных копий — является Uncharted 4: A Thief's End. На 2019 год игры Grand Theft Auto V и Red Dead Redemption 2 имеют наиболее высокие оценки игровой прессы — для обеих средний балл по данным агрегатора Metacritic составлял 97/100.

## Конкуренты
Главными конкурентами PlayStation 4 выступали:
- Приставка Xbox One от Microsoft (ранее известная под кодовым названием Durango[226], официальная презентация которой состоялась 21 мая 2013 года[227]);
- Wii U от Nintendo, официально анонсированная в июне 2011 года и выпущенная в ноябре 2012 года[228] (хотя некоторые крупные издатели не считают Wii U консолью следующего поколения[229]). Также конкурентом является Nintendo Switch.

Представители игровой индустрии также считают, что в ближайшие 4-5 лет к списку конкурентов добавятся Google, Apple, Roku, Comcast, которые заявят своими будущими решениями о том, что именно оно должно стать главным в игровой/развлекательной комнате.
В день начала продаж PS4 на официальной странице Xbox в Facebook компания Microsoft и лично Larry Hryb (руководитель подразделения Xbox) поздравили Sony с запуском. Спустя неделю, когда в продажу поступила Xbox One, компанию Microsoft поздравил с запуском официальный twitter-аккаунт PlayStation и сам Ёсида в своём личном twitter.

## Обновлённые версии
В течение жизненного цикла PlayStation 4 выпускалось несколько версий консоли: в 2016 году на смену первоначальной версии, выпускавшейся с 2013 года, пришли две новые модели: PlayStation 4 Slim и PlayStation 4 Pro.

### PlayStation 4 Slim

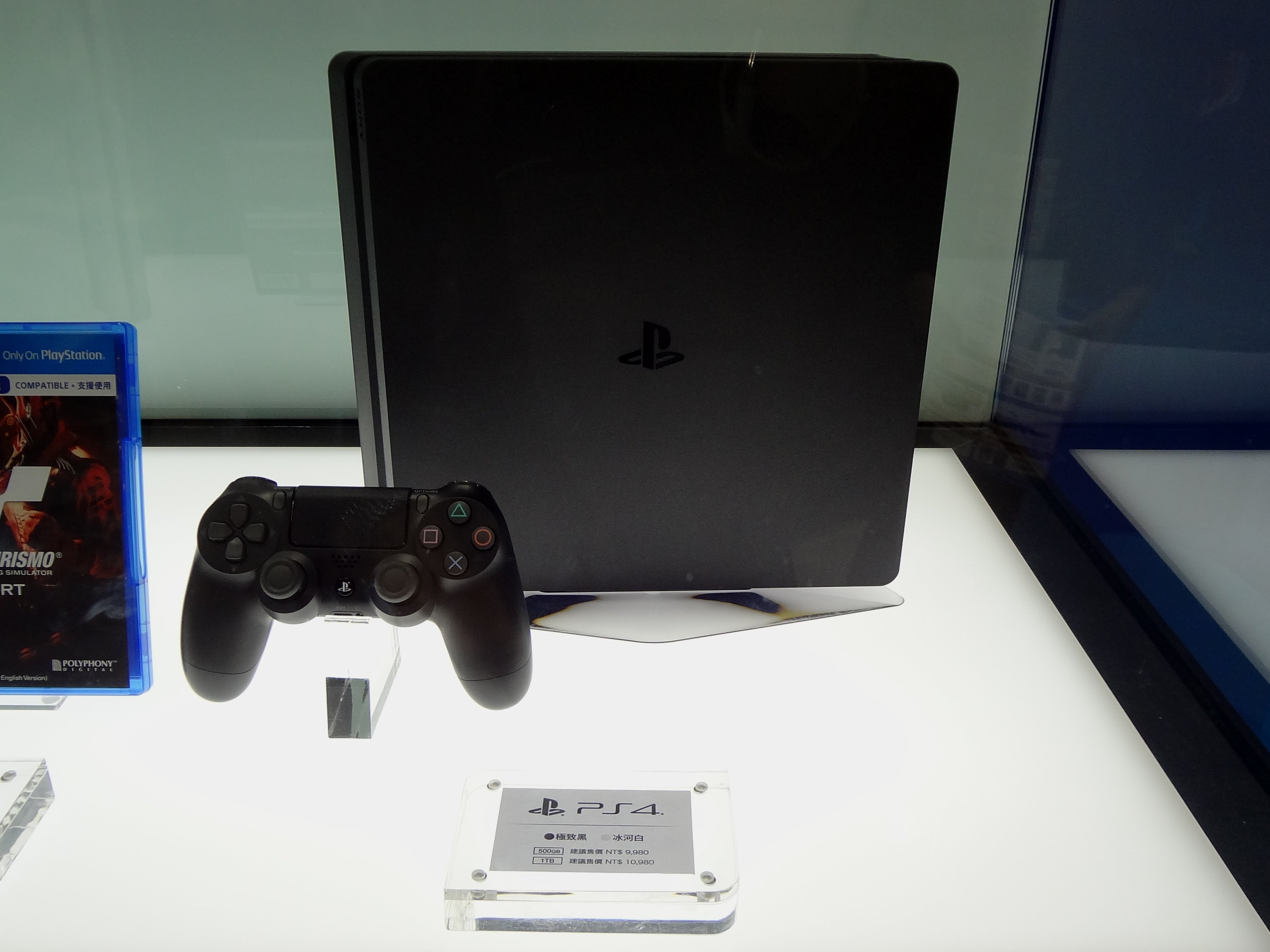
PlayStation 4 Slim

Модель PlayStation 4 Slim (CUH-2000) отличается уменьшенным форм-фактором — на 40 % меньше по размерам, чем первоначальная PlayStation 4. Корпус Slim имеет скруглённые углы и рёбра, верхняя крышка корпуса представляет собой единую матовую поверхность, тогда как в старой версии эта крышка состоит из двух частей, гладкой и матовой. Два USB-разъёма на передней панели заменены на более новые разъёмы стандарта USB 3.1, находящиеся на большем расстоянии друг от друга; оптический аудио-разъём был убран. Slim поддерживает стандарты USB 3.1, Bluetooth 4.0 и Wi-Fi 5,0 ГГц.
Модель была представлена 7 сентября 2016 года, и уже 15 сентября поступила в продажу, причём версия с жёстким диском на 500 гигабайт продавалась в США и Европе по той же цене, что и первоначальная PlayStation 4. В апреле 2017 года компания Sony объявила, что базовой моделью PlayStation 4 Slim с той же минимальной рекомендованной ценой станет модель с жёстким диском на 1 терабайт.

### PlayStation 4 Pro

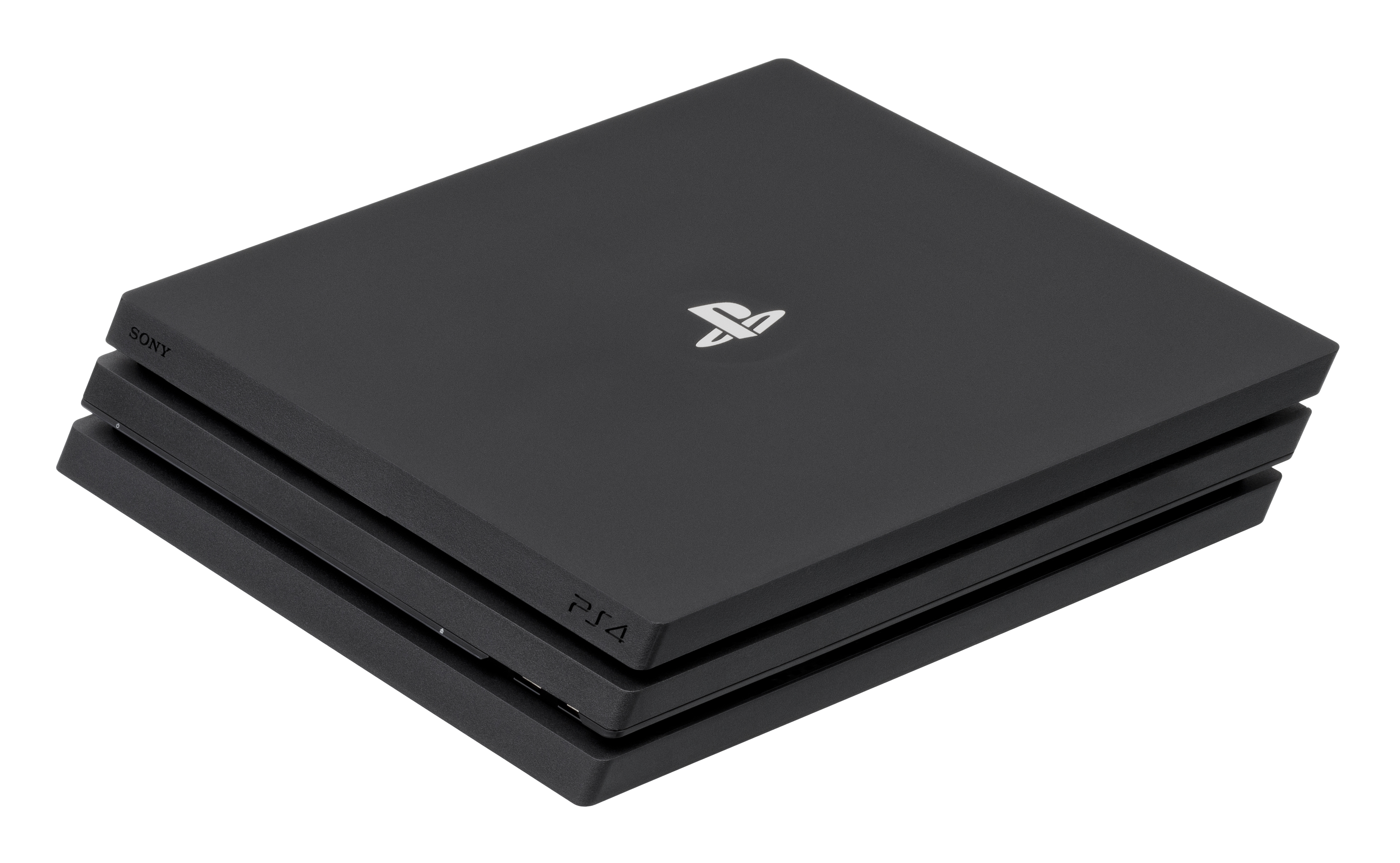
PlayStation 4 Pro

Модель PlayStation 4 Pro (CUH-7000), ранее известная под условным обозначением Neo, была представлена 7 сентября 2016 года и поступила в продажу во всем мире 10 ноября того же года. Она отличается как от первоначальной модели PlayStation 4, так и от Slim более совершенным аппаратным оснащением, рассчитанным на разрешение 4K и улучшенную работу в системе виртуальной реальности PlayStation VR; усовершенствования включают в себя графический процессор мощностью 4.2 терафлопс и восьмиядерный центральный процессор повышенной частоты — 2,1 ГГц вместо 1,6 ГГц. Точно так же, как и Slim, модель Pro поддерживает стандарты USB 3.1, Bluetooth 4.0 и Wi-Fi 5,0 ГГц. Дополнительная оперативная память DDR3 объёмом 1 гигабайт используется для приложений, не являющихся играми, например, приложения потокового вещания Netflix. Хотя PlayStation 4 Pro в состоянии воспроизводить видео в разрешении 4K, она не поддерживает формат дисков Ultra HD Blu-ray. Работа игр в разрешении 4K, подходящем для телевизоров сверхвысокой чёткости, достигается в том числе и с помощью различных уловок: по словам руководителя разработки консоли Марка Серни, затруднительно было бы добиться рендеринга в таком высоком разрешении «грубой силой», не жертвуя частотой кадров и не увеличивая сверх меры цену консоли. Pro полагается на специальные аппаратные и программные решения, такие, как «временные и пространственные алгоритмы сглаживания» и «шахматный рендеринг», когда консоль отрисовывает в высоком разрешении только часть фрагментов изображения и перемежает их с фрагментами в более низком разрешении так, чтобы человеческому глазу было трудно заметить разницу.